# Джим Кларк
Джим Кларк (на английски: Jim Clark) е шотландски пилот от Формула 1, смятан за един от най-добрите пилоти в историята на Формула 1.
Роден е на 4 март 1936 г. във фермата Килмани, Шотландия. Има 4 сестри. Загива на пистата Хокенхаймринг, Германия, на 7 април 1968 година, на 32-годишна възраст.
Двукратен световен шампион във Формула 1 през 1963 и 1965 година с екипа на Лотус-Клаймъкс.